# Bencsik Attila Lajos
Bencsik Attila Lajos (Budapest, 1947. április 28. –) magyar mérnök, igazságügyi szakértő, költő, címzetes egyetemi tanár (értékelése 2.59 Mark My professzor).

## Családja
Szülei: Bencsik Lajos Viktor, Juhász Ilona voltak. Felesége: Lendvay Marianna, lányuk Bencsik Tímea.

## Tanulmányai
A Kandó Kálmán Híradás- és Műszeripari Technikumban híradás és műszeripari technikusként érettségizett. Felsőfokú tanulmányait a Budapesti Műszaki Egyetem (BME) Közlekedésmérnöki Karán, 1965 és 1970 között végezte, okleveles közlekedésmérnök. Esztétika filozófia esti egyetemi szakosítót végzett. Ösztöndíjas aspiráns (1980-1984) a Magyar Tudományos Akadémia Számitástechnikai és Automatizálási Kutató Intézetében. Dr. univ. fokozatot a Budapesti Műszaki Egyetemen 1990-ben, PhD-t a Pannon Egyetemen 2008-ban szerzett.

## Életpályája
Első munkahelye 1970-től a BME Közlekedésmérnöki Karának Közlekedés- villamossági és Automatika Tanszéke volt, ahol tudományos munkatárs, előbb fő- később félállásban 1977-ig. 1974-től az Óbudai Egyetem (ÓE) jogelőd intézményeiben (Bánki Donát Műszaki Főiskola, BDMF, Budapesti Műszaki Főiskola, BMF) tanársegéd, adjunktus, docens, főiskolai tanár, egyetemi docens, 2017-től c. egyetemi tanár.
Számos főiskolai, egyetemi tantárgy kidolgozója és oktatója, többek között Közlekedésautomatika (BME), Pneumatikus kapcsolástan (BME), Mechatronika alapjai (BDMF), Robottechnika (BDMF, GAMF), Digitális technika (BDMF ÓE), Szakértői ismeretek (BDMF ÓE), Bevezetés a mechatronikába (BMF, ÓE). Oktatási tevékenységéhez tartozott, hogy 1972 és 1992 között minden félévben tartott órát a BME Továbbképző Intézetének programjában. 1990-től 2011-ig tanszékvezető, intézetigazgató, kezdeményezésére indult járműtechnika képzés a Bánki Karon és a társegyetemekkel együtt alapítója a mechatronika BSc és MSc szakoknak. 1995-ben alapító tagja az irányítástechnikát oktató 11 főiskolai és egyetemi tanszék által létrehozott FIOM, Felsőoktatási Irányítástechnikai Oktatásmódszertani Egyesületnek, melynek társelnöke, később elnöke 2020-ig.
1984 szeptemberétől a közlekedés területén igazságügyi szakértő, az 1996-ban megalakult Magyar Igazságügyi Szakértői Kamara budapesti szervezetének 2000-2016-ig elnökségi tagja, az oktatási bizottság elnöke. Egyetemi éveit követően jelentek meg publicisztikái, prózái és versei a sajtóban (Jövő Mérnöke, Ifjúsági Magazin, Pedagógusok Lapja, Magyar Ifjúság, Magyar Nemzet és más lapokban). 1977-től megszűnéséig a Fiatal Művészek Klubja irodalmi szekciójának tagja, 1981–1987-ig az irodalmi szekció vezetője.

## Munkássága
Fő kutatási területei a digitális technika, mechatronika, robottechnika, ez utóbbi részeként a robotvizsgálat és a robotdiagnosztika. Egyetemi doktori és PhD értekezése is ezzel a témával foglalkozott. A mester-szolga rendszerek fejlesztése területén elért eredményeit számos publikációban ismertette. Irányításával kutatócsoportja az erő-visszajelzéses hidraulikus mesterkarok több generációját fejlesztette ki. Több mint száz tudományos publikáció szerzője vagy társszerzője. Mérnöki munkáinak eredményeit angol és magyar nyelven adja közre. Szépirodalmi munkásságának eredményei megjelent verseskötetei.

## Díjai, elismerései
- Nívódíj (társszerzőkkel) I. díj (Hidro-Pneu '93) Erővisszajelzéses mesterkar (műszaki alkotás)
- Miniszteri Dicséret 1986 Művelődési miniszter
- Széchenyi emlékérem 1999 Közlekedési, Hírközlési és Vízügyi Miniszter
- Magyar Felsőoktatásért Emlékplakett 2007 Oktatási és Kulturális Miniszter

## Oktatási publikációk
- Irányítástechnikai alapfogalmak (társszerzőkkel) Bp., Tankönyvkiadó, 1973
- Irányitástechnika alapjai (társszerzőkkel) Bp., 1974. KPM Postafőosztály 130.20l-5/1973
- Közúti jelzőberendezések (társszerzőkkel) BME Közlekedésmérnöki Kar Szakmérnöki Tagozat, Bp., Tankönyvkiadó, 1975
- Automatizálás alapjai II-III. (társszerzővel) Bp., BDGMF, 1975
- Automatizálás alapjai II. Bp., BDGMF, 1977
- Laboratóriumi gyakorlatok (társszerzővel) Bp., BDGMF, 1979
- Digitális jelek, digitális áramkörök (társszerzővel) FIOM, Bp., 1995
- Laboratóriumi gyakorlatok és feladatok az irányítástechnika és mechatronika alapismereteihez BDMF – FIOM, Bp., 1996
- Robottechnika (társszerzővel) BDMF Budapest, 1999
- Digitális technika (társszerzővel) BMF, 2003
- Mechatronika alapjai, Bp. ÓE, 2013

## Szépirodalmi művek
- ARS antológia, Ifjúsági Lapkiadó Vállalat, Bp., 1982
- Fordítgatós, versek, szerzői kiadás, Bp., 1987
- Gyűrűzve oldva, versek, szerzői kiadás, Bp., 1991
- Ahogy a madarak a téren, versek, Széphalom Könyvműhely, Bp., 1996
- Vég(d)telen vonal, versek, Széphalom Könyvműhely, Bp., 2001
- Csendes társak, versek, Széphalom Könyvműhely, Bp., 2004
- Fegyvertelen vétkem, versek, Széphalom Könyvműhely, Bp., 2008
- Évszakok anatómiája, versek, Flaccus Kiadó, Bp., 2010
- Érzetek karneválja, versek, Flaccus Kiadó, Bp., 2012
- Közel a távol, versek, Flaccus Kiadó, Bp., 2015
- Holnemvolt én, versek 1980-2015, Flaccus Kiadó, Bp., 2017
- A test csak puszta ketrec, antológia, Irodalmi Rádió, Miskolc, 2019
- IDŐ-JÁRÁS, versek, Flaccus Kiadó, Bp., 2020
- Van itt válasz elég, Versek 2021, antológia, Irodalmi Rádió, Miskolc, 2021

## További információ
- Ipari robotok vizsgálati, állapot-felügyeleti és irányítási rendszereinek fejlesztése PhD értekezés Pannon Egyetem 2008[1]
- Porszemek tánca, 80 vers Zsoldos Árpád előadásában, Irodalmi Rádió, Miskolc 2018. (audio CD)